# متحف كلسي للآثار
متحف كيلسي للآثار (Kelsey Museum of Archaeology) هو متحف علم الآثار في جامعة ميشيغان ويقع في الحرم المركزي في آن آربر، ميشيغان، الولايات المتحدة الأمريكية. يضم المتحف مجموعة تتكون من أكثر من 100،000 قطعة أثرية قديمة ترجع إلى القرون الوسطى لحضارات البحر الأبيض المتوسط والشرق الأوسط. بالإضافة إلى بنضيمه لمعارض دائمة ومؤقتة، ويرعى المتحف أيضا الأبحاث العلمية والبعثات الميدانية،  وبرامج تعليمية للجمهور وللمدارس العامة.

## الأبحاث
إدارة الأبحاث :
- إنطاكية بيسيدية, تركيا الحالية, 1924
- الموقع الأثري بقرطاج, تونس, 1925
- كرانيس، مصر, 1924-1935
- ديمية السباع, مصر, 1931
- (Terenuthis)كوم أبو بلو, مصر, 1935
- Séleucie du Tigre,العراق , 1927-1932, 1936-1937
- صفورية, 1931
- دير سانت كاترين, مصر, 1958, 1960, 1963, 1965
- قصر الحير الشرقي, سوريا, 1964, 1966, 1969-1971
- أبولونيا (ليبيا), ليبيا, 1965-1967
- ليبيا, Libye, 1969, 1971
- Dibsi Faraj, سوريا, 1972
- Tel Anafa, Israël, 1968-1973, 1978-1986
- Paestum, Italie, 1981-1986, 1995-1998
- Coptos et Désert Arabique, مصر , 1987-1995
- Leptiminus Archaeological Project, لمطة, تونس, 1990-1999
- Pylos Regional Archaeological Project, Pylos, Grèce, 1991-1996
- Southern Euboea Exploration Project, Eubée, Grèce, 1996, 2000, 2002, 2005
- The Vorotan Project, Arménie, 2005

مشاركات :
- أبيدوس, مصر, 1995-?, Janet Richards
- Tel Qadesh,  1997-?, Sharon C. Herbert et Andrea M. Berlin
- Gabies,إيطاليا, 2007-?, Nicola Terrenato
- Aphrodisias, تركيا, 2007-?, Christopher Ratté
- Vani, جورجيا, 2009-?, Christopher Ratté
- église Sant'Omobono, روما, إيطاليا, 2009-?, Nicola Terrenato
- الكرو, السودان, 2013-?, Geoff Emberling